# Митилини
Митили́ни, или Митиле́на (греч. Μυτιλήνη) — город в Греции, самый крупный город на острове Лесбос в Эгейском море. Административный центр одноимённой общины, периферийной единицы Лесбос и периферии Северные Эгейские острова. Сами греки чаще называют остров Лесбос «Митилини» по названию его главного города и порта. Расположен на высоте 20 м над уровнем моря. Население 27 871 человек по переписи 2011 года.
Автодорога ΕΟ36 соединяет Митилини с городом Калони. К юго-западу от Митилини находится международный аэропорт имени Одиссеаса Элитиса.
Порт Митилини связан паромами с островами Лемнос и Хиос и турецким городом Айвалык. От митилинского порта суда идут также в Пирей и Салоники.

## История

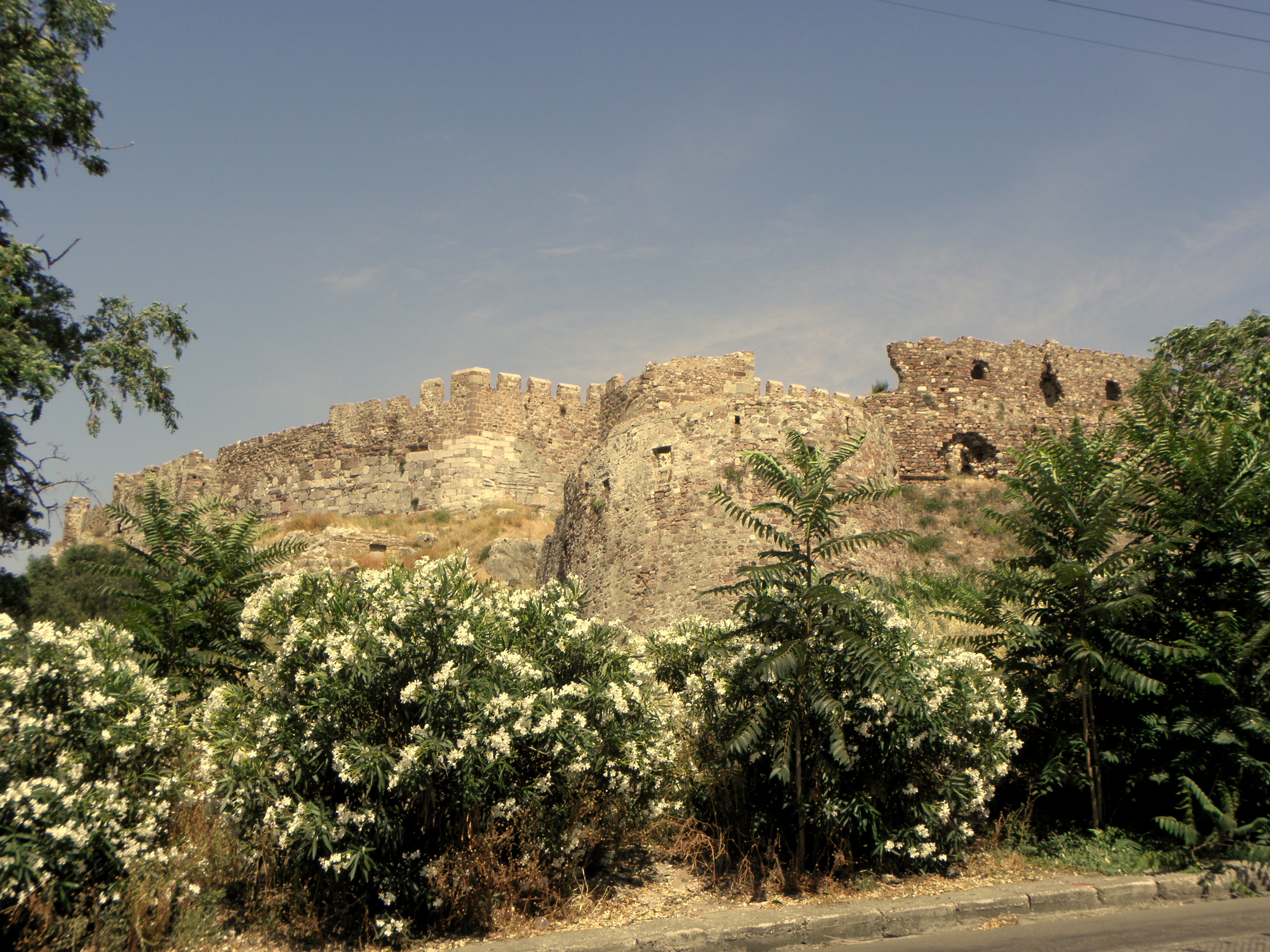
Вид на крепость Митилини

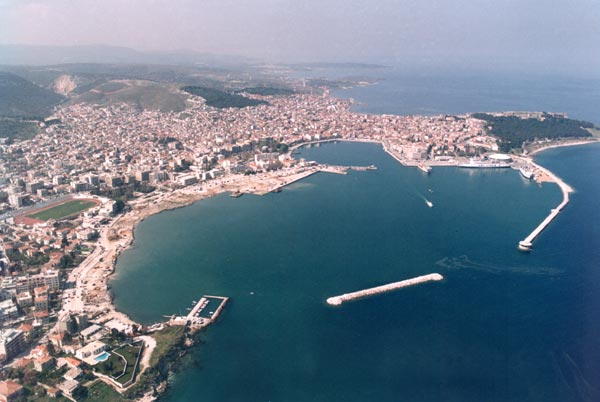
Гавань Митилини

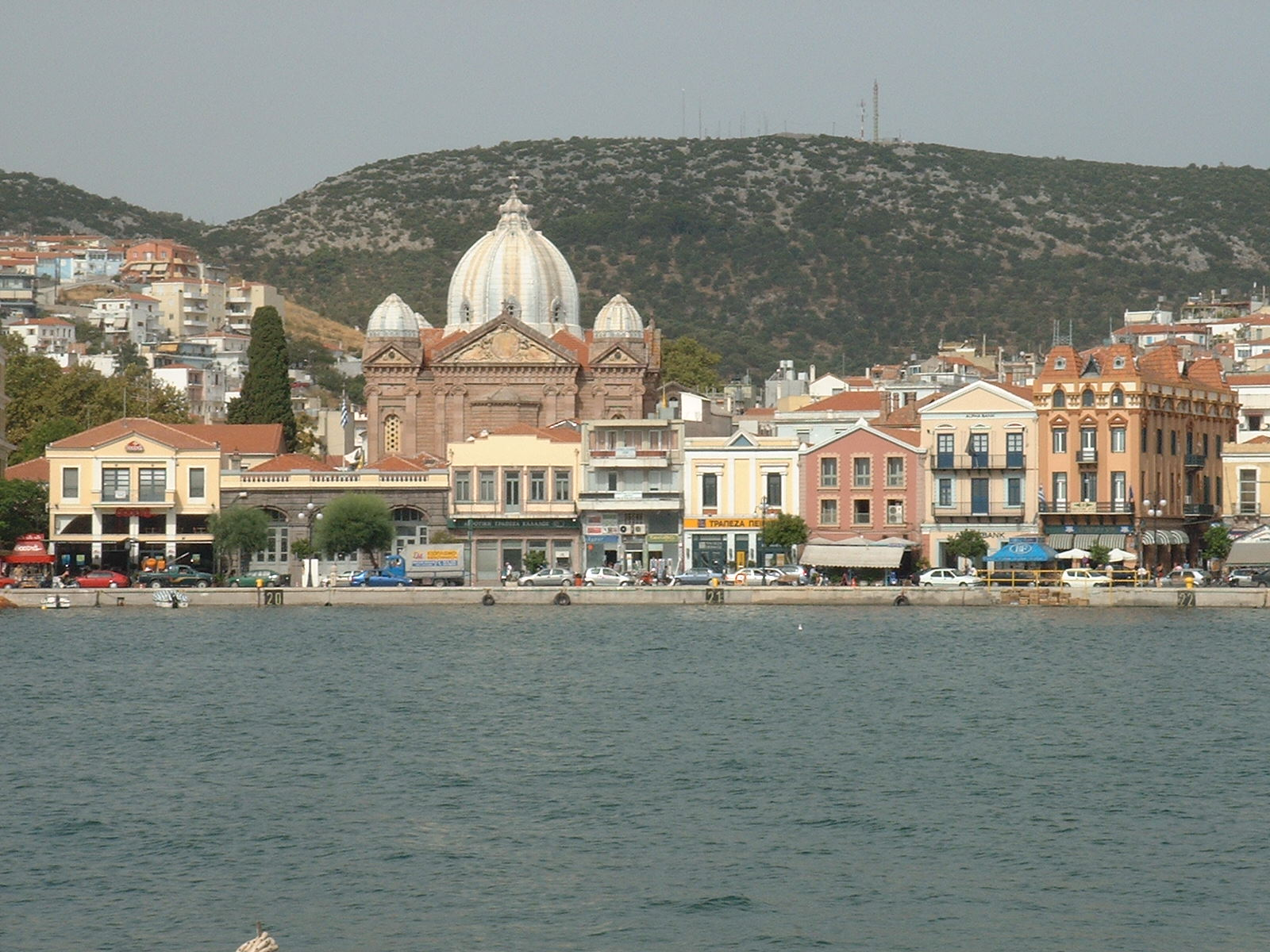
Набережная и церковь святого Ферапонта

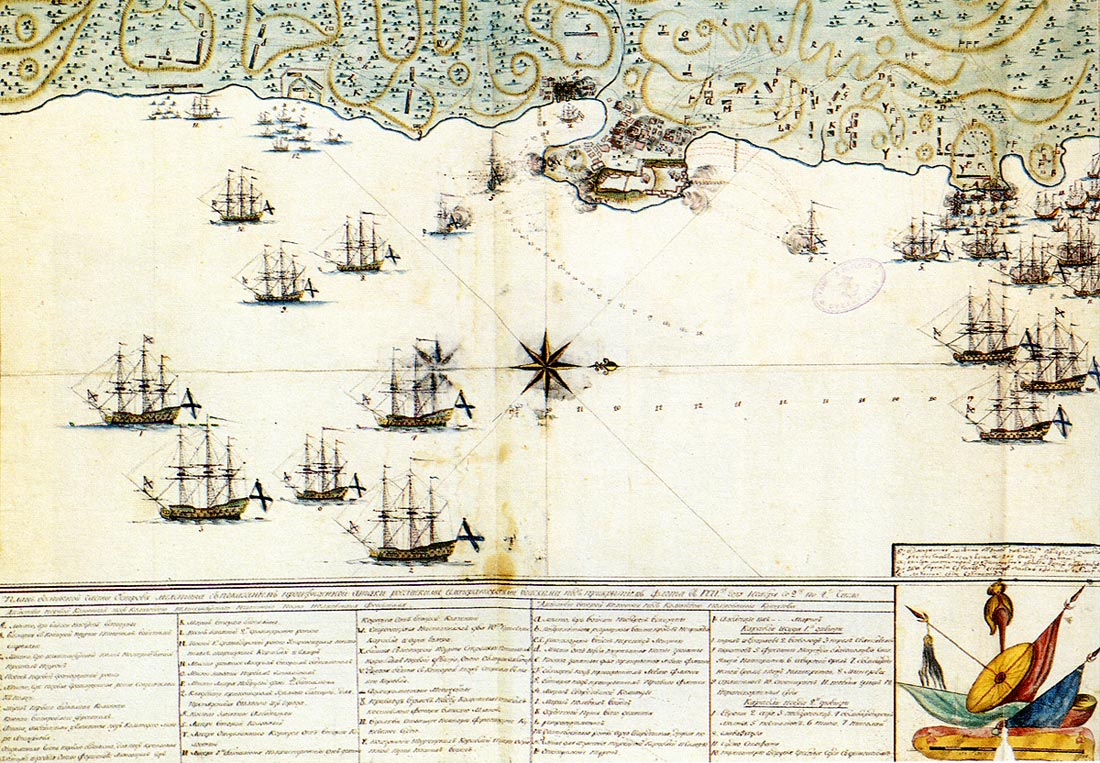
Карта атаки русских войск на Митилену 2—4 ноября 1771 года

### Античность
В античности город имел две гавани (военную и торговую) и обладал сильными укреплениями (со времен Пелопоннесской войны). Митилена славилась высокой образованностью и покровительством искусству и литературе: родина Питтака, Алкея, Сапфо, Гелланика и др. В 493 год до н. э. Лесбос был подчинен персам и должен был принимать участие в походах персов на Грецию. При персах тираном был Кой, сын Эвандра (убит в ходе восстания против персов ок. 493 г. до н. э.). Когда же персы потерпели поражение, то Лесбос примкнул к Делосскому союзу. С течением времени, однако, жители Лесбоса стали тяготиться зависимостью от Афин, и Митилена стала главным пунктом освободительного движения; афинское войско после долгой осады 428—427 гг. до н. э. заставило город сдаться. Побеждённых обязали разобрать все укрепления и отдать корабли, навсегда лишив морского могущества. Земли вокруг Митилены были розданы афинским поселенцам-клерухам. Около 333—332 до н. э. известен Диоген, а затем Аристоник — тираны, зависимые от персов.
Аристотель жил в Митилене, который был в то время в упадке, в течение двух лет с 337 по 335 до н. э. со своим другом и преемником Теофрастом, позднее став ментором Александра Македонского.
Римляне, среди которых был Юлий Цезарь, захватили город ок. 80 до н. э. Хотя Митилена поддерживала проигравшие стороны в большей части великих войн первого века до н. э., её правителю удалось убедить Рим в своей поддержке, и город процветал в римское время. Тиберий и Нерва в особенности покровительствовали Митилене.
Описание города приводится в романе греческого писателя II века Лонга «Дафнис и Хлоя»: 

«Город на Лесбосе есть — Митилена, большой и красивый. Прорезан каналами он, — в них тихо вливается море, — и мостами украшен из белого гладкого камня. Можно подумать, что видишь не город, а остров».— Лонг. Дафнис и Хлоя. I
В Средние века название Митилена часто употребляли по отношению ко всему острову. В Новое время, наоборот, город Митилена некоторое время назывался Лесбос.

### Атака русских войск на Митилену

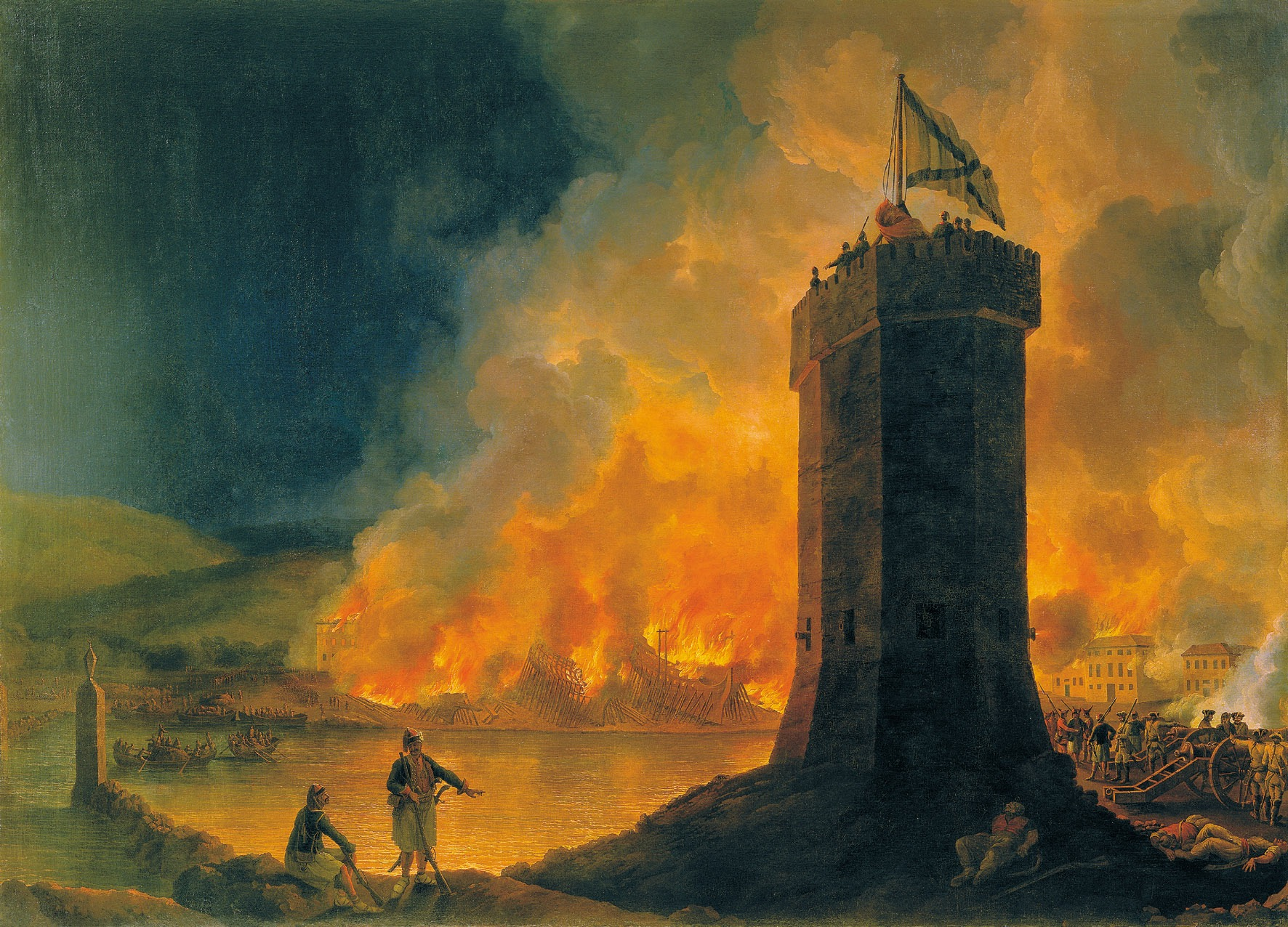
Хаккерт, Я. Ф. Сожжение турецкого флота в Митиленской гавани 2 ноября 1771 года. Музей-заповедник «Петергоф»

В первую русско-турецкую войну (1768—1774) при императрице Екатерине II командующий Первой Архипелагской экспедиции граф А. Г. Орлов решил завершить кампанию 1771 года истреблением турецких морских складов и верфи на восточном берегу острова Митилена, прикрывавшихся крепостью с 4-тысячным гарнизоном.
2 ноября, несмотря на сопротивление неприятеля, граф Орлов высадил на берег около 2 тысяч человек пехоты с 7 орудиями. Войска эти овладели адмиралтейством, где найдены были один готовый большой корабль и 2 меньших и множество разных корабельных материалов. Захватив с собой, что было можно, и истребив остальное, русские войска в ночь на 4 ноября возвратились на свои суда.

## Сообщество
В сообщество Митилини (Κοινότητα Μυτιλήνης) входит четыре населённых пункта. Население 29 656 человек по переписи 2011 года. Площадь 15,805 квадратных километров.
| Населённый пункт | Население (2011), человек |
| ---------------- | ------------------------- |
| Варья            | 1133                      |
| Митилини         | 27 871                    |
| Неаполис         | 422                       |
| Плигонион        | 230                       |

## Население
| Год  | Население, человек |
| ---- | ------------------ |
| 1991 | 25 710             |
| 2001 | 28 950             |
| 2011 | ↘ 27 871           |